# مايك غاردينر
مايك غاردينر هو لاعب كرة قاعدة كندي، ولد في 19 أكتوبر 1965 في سارنيا في كندا.

## وصلات خارجية
- مايك غاردينر على موقعبيزبول رفرنس.كوم (الدوري الرئيسي) (الإنجليزية)
- مايك غاردينر على موقع أوليمبيديا (الإنجليزية)